# Qualifications des épreuves de boxe aux Jeux européens de 2015
Les qualifications des épreuves de boxe aux Jeux européens de 2015 débutent en juin 2014. Chaque pays peut inscrire au maximum 1 boxeur par catégorie de poids.

## Qualification

### Hommes
Les places sont attribuées en fonction des résultats obtenus aux précédents championnats d'Europe de boxe amateur.

### Femmes
Pour les épreuves féminines, les championnats d'Europe de boxe amateur femmes 2014 organisés à Bucarest, en Roumanie servent de tournoi de qualification officiel, après lequel un classement européen est établie au 30 juin 2014. Si un pays a plus d'un athlète dans le top 14, le suivant le pays suivant récupère le quota. En outre, les cinq meilleurs athlètes européens dans la catégorie 75 kg aux championnats du monde de boxe amateur femmes 2014 en Corée du Sud obtiennent une place supplémentaire.
| Compétition                                   | Date                | Lieu     |
| --------------------------------------------- | ------------------- | -------- |
| Championnats d'Europe de boxe amateur féminin | 31 mai-7 juin 2014  | Bucarest |
| Championnats du monde de boxe amateur féminin | 13–25 novembre 2014 | Jeju     |

## Qualifiés
| Pays        | Hommes | Hommes | Hommes | Hommes | Hommes | Hommes | Hommes | Hommes | Hommes | Hommes | Femmes | Femmes | Femmes | Femmes | Femmes | Total |
| Pays        | 49     | 52     | 56     | 60     | 64     | 69     | 75     | 81     | 91     | 91+    | 51     | 54     | 60     | 64     | 75     | Total |
| ----------- | ------ | ------ | ------ | ------ | ------ | ------ | ------ | ------ | ------ | ------ | ------ | ------ | ------ | ------ | ------ | ----- |
| Azerbaïdjan | X      | X      | X      | X      | X      | X      | X      | X      | X      | X      | X      | X      | X      | X      | X      | 15    |
| Biélorussie |        |        |        |        |        |        |        |        |        |        | X      |        |        |        | X      | 2     |
| Bulgarie    |        |        |        |        |        |        |        |        |        |        | X      |        | X      |        |        | 2     |
| Croatie     |        |        |        |        |        |        |        |        |        |        |        | X      |        |        |        | 1     |
| Danemark    |        |        |        |        |        |        |        |        |        |        |        |        |        | X      |        | 1     |
| Finlande    |        |        |        |        |        |        |        |        |        |        | X      | X      | X      |        |        | 3     |
| France      |        |        |        |        |        |        |        |        |        |        | X      | X      | X      | X      |        | 4     |
| Allemagne   |        |        |        |        |        |        |        |        |        |        |        | X      | X      | X      | X      | 4     |
| Royaume-Uni |        |        |        |        |        |        |        |        |        |        | X      | X      |        | X      | X      | 4     |
| Hongrie     |        |        |        |        |        |        |        |        |        |        | X      |        |        | X      | X      | 3     |
| Irlande     |        |        |        |        |        |        |        |        |        |        | X      | X      | X      |        |        | 3     |
| Israël      |        |        |        |        |        |        |        |        |        |        |        | X      |        | X      |        | 2     |
| Italie      |        |        |        |        |        |        |        |        |        |        | X      | X      | X      | X      | X      | 5     |
| Lituanie    |        |        |        |        |        |        |        |        |        |        |        | X      |        |        |        | 1     |
| Moldavie    |        |        |        |        |        |        |        |        |        |        |        |        | X      |        |        | 1     |
| Pays-Bas    |        |        |        |        |        |        |        |        |        |        |        |        |        |        | X      | 1     |
| Norvège     |        |        |        |        |        |        |        |        |        |        |        | X      |        | X      |        | 2     |
| Pologne     |        |        |        |        |        |        |        |        |        |        | X      | X      | X      | X      | X      | 5     |
| Roumanie    |        |        |        |        |        |        |        |        |        |        | X      |        | X      | X      | X      | 4     |
| Russie      |        |        |        |        |        |        |        |        |        |        | X      | X      | X      | X      | X      | 5     |
| Serbie      |        |        |        |        |        |        |        |        |        |        |        |        | X      | X      |        | 2     |
| Espagne     |        |        |        |        |        |        |        |        |        |        | X      | X      | X      |        |        | 3     |
| Suède       |        |        |        |        |        |        |        |        |        |        |        |        | X      |        | X      | 2     |
| Suisse      |        |        |        |        |        |        |        |        |        |        |        |        | X      | X      |        | 2     |
| Turquie     |        |        |        |        |        |        |        |        |        |        | X      | X      |        |        | X      | 3     |
| Ukraine     |        |        |        |        |        |        |        |        |        |        | X      |        |        | X      | X      | 3     |
| 25 pays     | 1      | 1      | 1      | 1      | 1      | 1      | 1      | 1      | 1      | 1      | 15     | 15     | 15     | 15     | 13     | 83    |